# عبدئيل كولبيرغ
عبدئيل كولبيرغ (بالإنجليزية: Abdiel Colberg)‏ هو مخرج أمريكي، ولد في 20 ديسمبر 1957.

## وصلات خارجية
- عبدئيل كولبيرغ على موقع IMDb (الإنجليزية)
- عبدئيل كولبيرغ على موقع أول موفي (الإنجليزية)
- عبدئيل كولبيرغ على موقع قاعدة بيانات الفيلم (الإنجليزية)
- عبدئيل كولبيرغ على موقع كينوبويسك (الروسية)